# گمینا پاپروتنگا
گمینا پاپروتنگا (به لهستانی:  Gmina Paprotnia) یک گمینا در لهستان است که در شهرستان شدلتسه واقع شده‌است. گمینا پاپروتنگا ۸۱٫۴۳ کیلومتر مربع مساحت و ۲٬۶۷۵ نفر جمعیت دارد.